# Kolozsvári Egyetemi Kiadó
Kolozsvári Egyetemi Kiadó (románul Editura Presa Universitară Clujeană, angolul Cluj University Press) a kolozsvári Babeș–Bolyai Tudományegyetem kiadója, amely román, magyar és angol nyelvű egyetemi jegyzeteket, tankönyveket, konferenciaköteteket ad ki. Csak olyan könyveket ad ki, amelyekre a szerzők megszerzik a megfelelő anyagi forrásokat. A magyar nyelvű könyvek kiadása többnyire magyarországi forrásokból történik a különféle pályázati lehetőségek felhasználásával.
A kiadó honlapja, amely csak román és részben angol nyelven érhető el, elég szegényes, a keresés nehézkes, és nem mindig kielégítő.